# Barnhill (Ohio)
Pour les articles homonymes, voir Barnhill.
Barnhill est un village américain situé dans le comté de Tuscarawas, dans l'Ohio. Selon le recensement de 2010, sa population est de 396 habitants.